# Biathlon-Weltmeisterschaften 1993
Die 28. Biathlon-Weltmeisterschaften fanden vom 9. bis zum 14. Februar 1993 im bulgarischen Wintersportort Borowez im Rilagebirge statt.
Erstmals bestand die Frauenstaffel aus vier Teilnehmerinnen pro Nation, die Streckenlänge wurde je Läuferin zudem von 5 km auf 7,5 km erhöht.
1992 hatte es wegen der Olympischen Winterspiele in Albertville nur die Weltmeisterschaften im nichtolympischen Teamwettbewerb gegeben. Das Folgejahr war ebenfalls ein Jahr mit Olympischen Winterspielen. Deshalb kam 1994 ebenso wie 1992 nur der nie ins olympische Programm aufgenommene Mannschaftswettkampf bei Weltmeisterschaften zur Austragung.

## Zeitplan
| Datum            | Wettbewerb                |
| ---------------- | ------------------------- |
| 9. Februar 1993  | Frauen 15 km Mannschaft   |
| 9. Februar 1993  | Männer 20 km Mannschaft   |
| 11. Februar 1993 | Männer 20 km Einzel       |
| 11. Februar 1993 | Frauen 15 km Einzel       |
| 13. Februar 1993 | Männer 10 km Sprint       |
| 13. Februar 1993 | Frauen 7,5 km Sprint      |
| 14. Februar 1993 | Männer 4 × 7,5 km Staffel |
| 14. Februar 1993 | Frauen 4 × 7,5 km Staffel |

## Resultate Männer

### Sprint 10 km
| Platz | Land          | Sportler            | Zeit [min] | Schießen |
| ----- | ------------- | ------------------- | ---------- | -------- |
| 01    | Deutschland   | Mark Kirchner       | 27:30,5    | 0 (0+0)  |
| 02    | Norwegen      | Jon Åge Tyldum      | 27:44,9    | 1 (1+0)  |
| 03    | Russland 1991 | Sergei Tarassow     | 27:46,7    | 1 (1+0)  |
| 04    | Norwegen      | Eirik Kvalfoss      | 27:55,7    | 2 (1+1)  |
| 05    | Russland 1991 | Sergei Tschepikow   | 28:02,2    | 1 (0+1)  |
| 06    | Italien       | Pieralberto Carrara | 28:04,5    | 3 (1+2)  |
| 07    | Slowenien     | Uroš Velepec        | 28:04,8    | 1 (1+0)  |
| 08    | Russland 1991 | Waleri Kirijenko    | 28:15,1    | 2 (0+2)  |
| 08    | Osterreich    | Wolfgang Perner     | 28:15,1    | 1 (1+1)  |
| 10    | Italien       | Andreas Zingerle    | 28:16,2    | 2 (1+0)  |
| 11    | Italien       | Johann Passler      | 28:20,3    | 2 (1+1)  |
|       |               |                     |            |          |
| 16    | Schweiz       | Jean-Marc Chabloz   | 28:47,0    | 0 (0+0)  |
|       |               |                     |            |          |
| 19    | Osterreich    | Bruno Hofstätter    | 28:52,2    | 1 (1+0)  |
| 20    | Deutschland   | Sven Fischer        | 28:53,3    | 1 (1+0)  |
|       |               |                     |            |          |
| 22    | Osterreich    | Ludwig Gredler      | 28:54,7    | 5 (4+1)  |
|       |               |                     |            |          |
| 38    | Schweiz       | Daniel Hediger      | 29:30,5    | 3 (1+2)  |
|       |               |                     |            |          |
| 49    | Italien       | Edmund Zitturi      | 29:46,3    | 3 (2+1)  |
|       |               |                     |            |          |
| 64    | Deutschland   | Ricco Groß          | 30:04,2    | 1 (1+0)  |
| …     |               |                     |            |          |

Datum: 13. Februar 1993

### Einzel 20 km
| Platz | Land          | Sportler              | Zeit          | Schießen    |
| ----- | ------------- | --------------------- | ------------- | ----------- |
| 01    | Italien       | Andreas Zingerle      | 0053:05,4 min | 1 (0+1+0+0) |
| 02    | Russland 1991 | Sergei Tarassow       | 0053:49,9 min | 2 (0+1+0+1) |
| 03    | Russland 1991 | Sergei Tschepikow     | 0054:38,3 min | 1 (1+0+0+0) |
| 04    | Norwegen      | Eirik Kvalfoss        | 0055:28,6 min | 3 (0+3+0+0) |
| 05    | Osterreich    | Ludwig Gredler        | 0055:36,9 min | 4 (1+0+2+1) |
| 06    | Deutschland   | Ricco Groß            | 0055:41,4 min | 2 (1+1+0+0) |
| 07    | Tschechien    | Jiří Holubec          | 0055:47,4 min | 1 (1+0+0+0) |
| 08    | Frankreich    | Patrice Bailly-Salins | 0055:54,1 min | 1 (0+1+0+0) |
| 09    | Frankreich    | Thierry Dusserre      | 0056:02,5 min | 1 (0+0+0+1) |
| 10    | Deutschland   | Frank Luck            | 0056:08,3 min | 3 (1+1+1+0) |
| 11    | Italien       | Elmar Mutschlechner   | 0056:09,5 min | 3 (0+2+0+1) |
|       |               |                       |               |             |
| 17    | Italien       | Johann Passler        | 0056:45,4 min | 3 (1+2+0+2) |
|       |               |                       |               |             |
| 20    | Deutschland   | Mark Kirchner         | 0057:10,6 min | 3 (1+0+0+2) |
|       |               |                       |               |             |
| 30    | Osterreich    | Alfred Eder           | 0057:53,0 min | 3 (1+0+0+2) |
|       |               |                       |               |             |
| 33    | Deutschland   | Jens Steinigen        | 0058:05,2 min | 4 (1+1+2+0) |
|       |               |                       |               |             |
| 39    | Schweiz       | Hanspeter Knobel      | 0058:24,9 min | 2 (0+1+0+1) |
|       |               |                       |               |             |
| 48    | Italien       | Wilfried Pallhuber    | 0059:18,0 min | 5 (1+2+1+1) |
|       |               |                       |               |             |
| 59    | Schweiz       | Jean-Marc Chabloz     | 1:00:10,2 h00 | 5 (0+0+1+4) |
|       |               |                       |               |             |
| 65    | Osterreich    | Wolfgang Perner       | 1:00:44,3 h00 | 7 (1+0+3+3) |
|       |               |                       |               |             |
| 80    | Schweiz       | Daniel Hediger        | 1:02:26,4 h00 | 8 (4+1+0+3) |
| …     |               |                       |               |             |

Datum: 11. Februar 1993

### Staffel 4 × 7,5 km
| Platz | Land/Sportler                                                                                  | Zeit [h]   | Schießen            |
| ----- | ---------------------------------------------------------------------------------------------- | ---------- | ------------------- |
| 01    | Italien 0000Wilfried Pallhuber 0000Johann Passler 0000Pieralberto Carrara 0000Andreas Zingerle | 1:32:18,3  | 0+0                 |
| 02    | Russland 0000Waleri Medwedzew 0000Waleri Kirijenko 0000Sergei Tarassow 0000Sergei Tschepikow   | 1:32:55,03 | 0+0                 |
| 03    | Deutschland 0000Sven Fischer 0000Frank Luck 0000Mark Kirchner 0000Jens Steinigen               | 1:32:57,93 | 0+0                 |
| 04    | Belarus 0000Igor Chochrjakow 0000Wadim Saschurin 0000Aljaksandr Papou 0000Wiktar Maihurau      | 1:34:17,03 | 0+1 0+0 0+1 0+0     |
| 05    | Ukraine 0000Witalij Mohylenko 0000Toras Dolniy 0000Walentyn Dschyma 0000Iwan Maksimow          | 1:34:20,93 | 0+0                 |
| 06    | Schweden 0000Ulf Johansson 0000Tord Wiksten 0000Leif Andersson 0000Mikael Löfgren              | 1:34:23,53 | 0+1 0+0 0+1         |
| 07    | Estland 0000Olaf Mihelson 0000Urmas Kaldvee 0000Kalju Ojaste 0000Hillar Zahkna                 | 1:35:01,73 | 0+0                 |
| 08    | Frankreich 0000Xavier Blond 0000Patrice Bailly-Salins 0000Lionel Laurent 0000Christian Dumont  | 1:35:29,23 | 0+0                 |
| 09    | Norwegen 0000Eirik Kvalfoss 0000Jon Åge Tyldum 0000Sylfest Glimsdal 0000Frode Løberg           | 1:36:13,20 | 3+1 0+1 1+0 0+0 2+0 |
| 10    | Polen 0000Dariusz Kozłowski 0000Jan Ziemianin 0000Wiesław Ziemianin 0000Krzysztof Sosna        | 1:36:20,80 | 0+0                 |
|       |                                                                                                |            |                     |
| 14    | Österreich 0000Bruno Hofstätter 0000Ludwig Gredler 0000Wolfgang Perner 0000Franz Schuler       | 1:37:35,40 | 0+0                 |
| …     |                                                                                                |            |                     |

Datum: 14. Februar 1993

### Mannschaft
| Platz | Land/Sportler                                                                                     | Zeit [min] | Schießen  |
| ----- | ------------------------------------------------------------------------------------------------- | ---------- | --------- |
| 01    | Deutschland 0000Fritz Fischer 0000Frank Luck 0000Steffen Hoos 0000Sven Fischer                    | 54:42,3    | 3 1 2 0   |
| 02    | Russland 0000Alexei Kobelew 0000Waleri Kirijenko 0000Sergei Loschkin 0000Sergei Tschepikow        | 55:16,3    | 4 0 1 2   |
| 03    | Frankreich 0000Gilles Marguet 0000Thierry Dusserre 0000Xavier Blond 0000Lionel Laurent            | 55:44,8    | 3 0 3     |
| 04    | Österreich 0000Martin Pfurtscheller 0000Hannes Obererlacher 0000Alfred Eder 0000Franz Schuler     | 57:12,8    | 4 0 2 0 2 |
| 05    | Kanada 0000Steve Cyr 0000Jean Paquet 0000Glenn Rupertus 0000Tony Fiala                            | 57:21,1    | 4 1 0 2   |
| 06    | Belarus 0000Wadim Saschurin 0000Aleh Ryschankou 0000Aljaksandr Papou 0000Wiktor Maigurow          | 57:25,533  | 5 0 4 1 0 |
| 07    | Schweden 0000Per Brandt 0000Fredrik Kuoppa 0000Tord Wiksten 0000Leif Andersson                    | 57:27,0    | 2 1 0 1 0 |
| 08    | Italien 0000Pieralberto Carrara 0000Hubert Leitgeb 0000Elmar Mutschlechner 0000Wilfried Pallhuber | 57:35,9    | 6 1 4 1 0 |
| 09    | Tschechien 0000Petr Garabík 0000Tomáš Kos 0000Ivan Masařík 0000Jiří Holubec                       | 57:56,0    | 5 0 2 1   |
| 10    | Polen 0000Jan Ziemianin 0000Jan Wojtas 0000Wiesław Ziemianin 0000Krzysztof Sosna                  | 58:02,6    | 4 0 2 0 2 |
| …     |                                                                                                   |            |           |

Datum: 9. Februar 1993

## Resultate Frauen

### Sprint 7,5 km
| Platz | Land          | Sportlerin         | Zeit [min] | Schießen |
| ----- | ------------- | ------------------ | ---------- | -------- |
| 01    | Kanada        | Myriam Bédard      | 21:01,9    | 0 (0+0)  |
| 02    | Russland 1991 | Nadeschda Talanowa | 21:18,5    | 1 (0+1)  |
| 03    | Russland 1991 | Jelena Belowa      | 21:21,7    | 1 ()0+1  |
| 04    | Frankreich    | Anne Briand        | 21:27,4    | 0 (0+0)  |
| 05    | Frankreich    | Delphyne Burlet    | 21:29,5    | 0 (0+0)  |
| 06    | Deutschland   | Petra Schaaf       | 21:31,5    | 1 (0+1)  |
| 07    | Deutschland   | Antje Harvey       | 21:38,6    | 2 (1+1)  |
| 08    | Norwegen      | Annette Sikveland  | 21:45,9    | 2 (1+1)  |
| 09    | Schweden      | Christina Eklund   | 21:46,0    | 1 (1+0)  |
| 10    | Russland 1991 | Anfissa Reszowa    | 21:52,5    | 4 (1+3)  |
|       |               |                    |            |          |
| 24    | Italien       | Nathalie Santer    | 22:31,6    | 3 (1+2)  |
|       |               |                    |            |          |
| 34    | Deutschland   | Uschi Disl         | 22:56,1    | 3 (1+2)  |
|       |               |                    |            |          |
| 72    | Deutschland   | Sylke Hummanik     | 25:51,1    | 8 (5+3)  |
| …     |               |                    |            |          |

Datum: 13. Februar 1993

### Einzel 15 km
| Platz | Land         | Sportlerin                 | Zeit [min] | Schießen    |
| ----- | ------------ | -------------------------- | ---------- | ----------- |
| 01    | Deutschland  | Petra Schaaf               | 50:32,9    | 1 (0+0+0+1) |
| 02    | Kanada       | Myriam Bédard              | 50:47,6    | 1 (0+0+1+0) |
| 03    | Belarus 1991 | Swjatlana Paramyhina       | 52:16,6    | 3 (0+1+2+0) |
| 04    | Finnland     | Pirjo Aalto                | 53:09,7    | 2 (0+0+1+1) |
| 05    | Frankreich   | Delphyne Burlet            | 53:10,4    | 2 (0+1+0+1) |
| 06    | Tschechien   | Eva Háková                 | 53:26,7    | 4 (1+2+0+1) |
| 07    | Bulgarien    | Silwana Blagoewa           | 53:34,1    | 2 (0+1+1+0) |
| 08    | Deutschland  | Uschi Disl                 | 53:37,6    | 4 (1+2+1+0) |
| 09    | Ukraine      | Nadija Bjelowa             | 53:39,8    | 2 (2+0+0+0) |
| 10    | Norwegen     | Hildegunn Mikkelsplass     | 53:44,2    | 4 (0+2+0+2) |
|       |              |                            |            |             |
| 13    | Italien      | Nathalie Santer            | 54:33,6    | 6 (2+1+2+1) |
|       |              |                            |            |             |
| 29    | Deutschland  | Antje Misersky             | 56:22,2    | 6 (1+3+1+1) |
|       |              |                            |            |             |
| 41    | Deutschland  | Simone Greiner-Petter-Memm | 58:05,8    | 3 (1+1+0+1) |
| …     |              |                            |            |             |

Datum: 11. Februar 1993

### Staffel 4 × 7,5 km
| Platz | Land/Sportlerinnen                                                                                      | Zeit [h]  | Schießen            |
| ----- | --- | --------- | ------------------- |
| 01    | Tschechien 0000Jana Kulhavá 0000Jiřina Adamičková 0000Iveta Knížková 0000Eva Háková                     | 1:52:08,6 | 0+1 0+0 0+1 0+0     |
| 02    | Frankreich 0000Corinne Niogret 0000Véronique Claudel 0000Delphyne Burlet 0000Anne Briand                | 1:52:56,2 | 1+0 0+0 1+0 0+0     |
| 03    | Russland 0000Swetlana Panjutina 0000Nadeschda Talanowa 0000Olga Simuschina 0000Jelena Belowa            | 1:52:58,9 | 0+1 0+0 0+1         |
| 04    | Deutschland 0000Uschi Disl 0000Antje Harvey 0000Sylke Hummanik 0000Petra Behle                          | 1:55:14,1 | 0+4 0+2 0+0         |
| 05    | Belarus 0000Natallja Permjakawa 0000Natalja Sytschowa 0000Natallja Ryschankowa 0000Swjatlana Paramyhina | 1:55:16,9 | 3+0 0+0 2+0 0+0 1+0 |
| 06    | Ukraine 0000Nadeschda Belowa 0000Iryna Kortschahina 0000Jelena Ogurtsowa 0000Olena Petrowa              | 1:55:21,8 | 0+0                 |
| 07    | Schweden 0000Eva-Karin Westin 0000Catarina Eklund 0000Maria Schylander 0000Christina Eklund             | 1:55:30,8 | 0+1 0+0 0+1         |
| 08    | Bulgarien 0000Marija Manolowa 0000Silwana Blagoewa 0000Nadeschda Alexiewa 0000Iwa Karagiosowa           | 1:56:31,2 | 0+2 0+0 0+2 0+0     |
| 09    | Norwegen 0000Annette Sikveland 0000Åse Idland 0000Anne Elvebakk 0000Hildegunn Mikkelsplass              | 1:55:31,4 | 0+5 0+2 0+0 0+1     |
| 10    | Finnland 0000Tuija Sikiö 0000Seija Hyytiäinen 0000Mari Lampinen 0000Pirjo Aalto                         | 1:58:24,7 | 2+0 1+0 0+0 1+0     |
| …     | |           |                     |

Datum: 14. Februar 1993

### Mannschaft
| Platz | Land/Sportlerinnen                                                                                      | Zeit [min] | Schießen    |
| ----- | --- | ---------- | ----------- |
| 01    | Frankreich 0000Nathalie Beausire 0000Delphyne Burlet 0000Anne Briand 0000Corinne Niogret                | 53:58,1    | 3 (1+0+1+1) |
| 02    | Belarus 0000Natallja Permjakawa 0000Natalja Sytschowa 0000Natallja Ryschankowa 0000Swjatlana Paramyhina | 54:00,5    | 4 (2+2+0+0) |
| 03    | Polen 0000Zofia Kiełpińska 0000Krystyna Liberda 0000Anna Stera 0000Helena Mikołajczyk                   | 55:30,4    | 4 (0+0+0+4) |
| 04    | Norwegen 0000Åse Idland 0000Annette Sikveland 0000Hildegunn Fossen 0000Anne Elvebakk                    | 55:32,6    | 6 (0+3+0+3) |
| 05    | Russland 0000Anfissa Reszowa 0000Swetlana Panjutina 0000Jelena Bjelowa 0000Olga Simuschina              | 56:34,5    | 8 (4+0+1+3) |
| 06    | Ukraine 0000Nadeschda Belowa 0000Jelena Ogurtsowa 0000Olena Petrowa 0000Iryna Kortschahina              | 57:04,4    | 5 (1+0+1+3) |
| 07    | Bulgarien 0000Marija Manolowa 0000Silwana Blagoewa 0000Nadeschda Alexiewa 0000Iwa Karagiosowa           | 57:37,7    | 6 (1+2+3+0) |
| 08    | Deutschland 0000Simone Greiner-Petter-Memm 0000Kathi Schwaab 0000Sylke Hummanik 0000Uschi Disl          | 57:51,1    | 6 (2+2+0+2) |
| 09    | Schweden 0000Catarina Eklund 0000Eva-Karin Westin 0000Heléne Dahlberg 0000Christina Eklund              | 58:01,1    | 7 (1+1+2+3) |
| 10    | Finnland 0000Tuija Vuoksiala 0000Seija Hyytiäinen 0000Pirjo Aalto 0000Mari Lampinen                     | 58:01,5    | 6 (4+2+0+0) |
| …     | |            |             |

Datum: 9. Februar 1993

## Medaillenspiegel
| Platz | Nation      | Gold | Silber | Bronze | Gesamt |
| ----- | ----------- | ---- | ------ | ------ | ------ |
| 01    | Deutschland | 3    | 0      | 1      | 4      |
| 02    | Italien     | 2    | 0      | 0      | 2      |
| 03    | Frankreich  | 1    | 1      | 1      | 3      |
| 04    | Kanada      | 1    | 1      | 0      | 2      |
| 05    | Tschechien  | 1    | 0      | 0      | 1      |
| 06    | Russland    | 0    | 4      | 4      | 8      |
| 07    | Belarus     | 0    | 1      | 1      | 2      |
| 08    | Norwegen    | 0    | 1      | 0      | 1      |
| 09    | Polen       | 0    | 0      | 1      | 1      |

| Platz | Land          | Athlet              | Gold | Silber | Bronze | Gesamt |
| ----- | ------------- | ------------------- | ---- | ------ | ------ | ------ |
| 01    | Italien       | Andreas Zingerle    | 2    | 0      | 0      | 2      |
| 02    | Deutschland   | Mark Kirchner       | 1    | 0      | 1      | 2      |
| 02    | Deutschland   | Frank Luck          | 1    | 0      | 1      | 2      |
| 02    | Deutschland   | Sven Fischer        | 1    | 0      | 1      | 2      |
| 05    | Deutschland   | Fritz Fischer       | 1    | 0      | 0      | 1      |
| 05    | Deutschland   | Steffen Hoos        | 1    | 0      | 0      | 1      |
| 05    | Italien       | Wilfried Pallhuber  | 1    | 0      | 0      | 1      |
| 05    | Italien       | Johann Passler      | 1    | 0      | 0      | 1      |
| 05    | Italien       | Pieralberto Carrara | 1    | 0      | 0      | 1      |
| 010   | Russland 1991 | Sergei Tarassow     | 0    | 2      | 1      | 3      |
| 010   | Russland 1991 | Sergei Tschepikow   | 0    | 2      | 1      | 3      |
| 012   | Russland 1991 | Waleri Kirijenko    | 0    | 2      | 0      | 2      |
| 013   | Norwegen      | Jon Åge Tyldum      | 0    | 1      | 0      | 1      |
| 013   | Russland 1991 | Alexei Kobelew      | 0    | 1      | 0      | 1      |
| 013   | Russland 1991 | Sergei Loschkin     | 0    | 1      | 0      | 1      |
| 013   | Russland 1991 | Waleri Medwedzew    | 0    | 1      | 0      | 1      |
| 017   | Frankreich    | Gilles Marguet      | 0    | 0      | 1      | 1      |
| 017   | Frankreich    | Thierry Dusserre    | 0    | 0      | 1      | 1      |
| 017   | Frankreich    | Xavier Blond        | 0    | 0      | 1      | 1      |
| 017   | Frankreich    | Lionel Laurent      | 0    | 0      | 1      | 1      |
| 017   | Deutschland   | Jens Steinigen      | 0    | 0      | 1      | 1      |

| Platz | Land          | Athletin             | Gold | Silber | Bronze | Gesamt |
| ----- | ------------- | -------------------- | ---- | ------ | ------ | ------ |
| 01    | Kanada        | Myriam Bédard        | 1    | 1      | 0      | 2      |
| 01    | Frankreich    | Delphyne Burlet      | 1    | 1      | 0      | 2      |
| 01    | Frankreich    | Anne Briand          | 1    | 1      | 0      | 2      |
| 01    | Frankreich    | Corinne Niogret      | 1    | 1      | 0      | 2      |
| 05    | Deutschland   | Petra Schaaf         | 1    | 0      | 0      | 1      |
| 05    | Frankreich    | Nathalie Beausire    | 1    | 0      | 0      | 1      |
| 05    | Tschechien    | Jana Kulhavá         | 1    | 0      | 0      | 1      |
| 05    | Tschechien    | Jiřina Adamičková    | 1    | 0      | 0      | 1      |
| 05    | Tschechien    | Iveta Knížková       | 1    | 0      | 0      | 1      |
| 05    | Tschechien    | Eva Háková           | 1    | 0      | 0      | 1      |
| 011   | Russland 1991 | Nadeschda Talanowa   | 0    | 1      | 1      | 2      |
| 011   | Belarus 1991  | Swjatlana Paramyhina | 0    | 1      | 1      | 2      |
| 013   | Belarus 1991  | Natallja Permjakawa  | 0    | 1      | 0      | 1      |
| 013   | Belarus 1991  | Natalja Sytschowa    | 0    | 1      | 0      | 1      |
| 013   | Belarus 1991  | Natallja Ryschankowa | 0    | 1      | 0      | 1      |
| 013   | Frankreich    | Véronique Claudel    | 0    | 1      | 0      | 1      |
| 017   | Russland 1991 | Jelena Belowa        | 0    | 0      | 2      | 2      |
| 018   | Polen         | Zofia Kiełpińska     | 0    | 0      | 1      | 1      |
| 018   | Polen         | Krystyna Liberda     | 0    | 0      | 1      | 1      |
| 018   | Polen         | Anna Stera           | 0    | 0      | 1      | 1      |
| 018   | Polen         | Helena Mikołajczyk   | 0    | 0      | 1      | 1      |
| 018   | Russland 1991 | Swetlana Panjutina   | 0    | 0      | 1      | 1      |
| 018   | Russland 1991 | Olga Simuschina      | 0    | 0      | 1      | 1      |